# 天问三号
天问三号是中国国家航天局组织的中国行星探测工程的一项计划中的火星采样返回任务，计划于2028年前后发射探测器着陆火星，并在采集至少500克火星样品后，于2031年前后返回地球。
天问三号任务目前正处于研制阶段。如果按计划完成，天问三号将成为世界上首个成功的火星采样返回任务，早於美國與歐洲合作的回收計畫。

## 任务筹划

### 背景
2016年1月11日，中国的首个自主火星探测任务正式立项。同年，中国政府发布了《2016中国的航天》白皮书，其中“未来五年的主要任务”中包括了“火星采样返回的方案深化论证和关键技术攻关”。
2018年4月24日，国家航天局探月与航天工程中心副主任裴照宇表示中國計劃在2030年前實施四次重大行星際任務，包括火星绕落巡探测任務（后来的天問一號）、小行星採樣返回和主带卫星绕飞探测任務（天问二号）、火星採樣返回任務和木星系統探测任務（天问四号）。
2018年6月，在联合国外空司的演讲中，火星采样返回任务被暂时命名为“火星二号”，紧接“火星一号”任务。
2019年12月，火星採樣返回任務的架构首次公开。探测器分为轨道器和返回器组合体（“轨返”）和着陆器和上升器组合体（“着上”）两个航天器，于2028年11月分别使用长征五号运载火箭和长征三号乙运载火箭从文昌和西昌发射，各自进行地火转移飞行。轨返于2029年8月完成火星制动捕获，在环火轨道等待。着上于2029年10月再入、下降及着陆（EDL）火星，于2029年10月至2030年7月间在火面完成样本采集、转移及封装。上升器于2030年7月起飞，在环火轨道与轨返完成交会和样本捕获转移。轨返于2030年11月开始火地转移飞行，最终于2031年9月飞掠地球，返回器与轨道器分离，着陆地球。
2020年4月24日，国家航天局在2020年中国航天日启动仪式上宣布了行星探测工程的名称与图形标识，将中国行星探测任务命名为“天问”。同年12月，中国探月工程的嫦娥五号成功携带月壤返回地球，完成了中国首次地外天体采样返回任务。
2021年，中国首次自主火星探测任务天问一号顺利完成火星环绕、着陆与巡视，取得圆满成功。2021年5月15日，在天问一号着陆巡视器成功着陆火星后的现场采访中，中国首次火星探测工程总设计师张荣桥透露了中国火星采样返回任务的名称为“天问三号”，并表示火星采样返回任务的关键性技术在眼下还不成熟，下一步将将耗时约二至三年开展先期关键技术研究。待填补技术空白后，火星采样返回任务才能进入工程研制阶段。
2021年6月，天问三号任务正在按程序履行报批手续。
2022年5月，张荣桥再次确认了天问三号将会是火星采样返回任务。

### 正式立项
2022年6月，天问一号探测器总设计师孙泽洲透露天问三号的任务架构及时间表，预计发射日期为2028年。具体任务流程有两套方案：
| 对比项                   | 方案一                                                                                           | 方案二                                                                                           |
| ------------------------ | ------------------------------------------------------------------------------------------------ | ------------------------------------------------------------------------------------------------ |
| 探测器组成               | 轨返组合体：轨道器+返回器（简称“轨返”） 着上组合体：着陆器（巡航级+进入舱）+上升器（简称“着上”） | 轨返组合体：轨道器+返回器（简称“轨返”） 着上组合体：着陆器（巡航级+进入舱）+上升器（简称“着上”） |
| 轨返发射载具             | 长征五号                                                                                         | 长征五号                                                                                         |
| 着上发射载具             | 长征五号                                                                                         | 长征五号                                                                                         |
| 轨返发射时间             | 2028年11月                                                                                       | 2028年11月                                                                                       |
| 着上发射时间             | 2028年12月                                                                                       | 2028年5月                                                                                        |
| 轨返抵达火星时间         | 2029年8月 6个月气动辅助变轨，2030年3月完成轨道圆化                                               | 2029年9月 6个月气动辅助变轨，2030年4月完成轨道圆化                                               |
| 再入、下降及着陆 （EDL） | 一次火星大气制动捕获（近火点约50km）                                                             | 一次火星大气制动捕获（近火点约50km）                                                             |
| 着上EDL火星时间          | 2029年9月 （火星秋分季）                                                                         | 2030年7月 （火星春分季）                                                                         |
| 采样方案                 | 联合采样：表采+钻采+移动采样，智能多点采样                                                       | 联合采样：表采+钻采+移动采样，智能多点采样                                                       |
| 采样周期                 | 2029年9月-2030年3月 （尘暴季节）                                                                 | 2030年7月-9月 （气候稳定）                                                                       |
| 上升器设计               | ΔV约4.5km/s，两级固体推进火箭或两级液体火箭方案                                                  | ΔV约4.5km/s，两级固体推进火箭或两级液体火箭方案                                                  |
| 轨返交会捕获 上升器时间  | 2030年3月                                                                                        | 2030年10月                                                                                       |
| 轨返离开火星时间         | 2030年10月                                                                                       | 2030年10月                                                                                       |
| 轨返返回地球时间         | 2031年7月                                                                                        | 2031年7月                                                                                        |
| 优势                     | 着上组合体转移时间短（9个月） 系统验证周期紧凑                                                   | 避开尘暴季节，采样环境稳定 轨道调整余量更大                                                      |
| 劣势                     | 尘暴季采样风险高 系统可靠性压力大                                                                | 着上组合体转移时间26个月 深空长周期飞行技术挑战                                                  |

2023年，国家航天局再次确认天问三号发射时间为2028年，
2024年6月，有消息称天问三号发射时间为2030年前后，不再明确定于2028年。
2024年9月5日，天问三号任务总设计师刘继忠介绍，天问三号任务计划在2028年前后实施两次发射任务。
2024年11月，一篇论文讨论了天问三号的候选着陆点。根据任务当前的工程限制（海拔高度低于-3公里，纬度在北纬17°至30°之间，坡度低于8°，岩石丰度低于10%），确定了51个潜在着陆点：亚马逊平原1个，乌托邦平原12个，克里斯平原或阿拉伯台地38个。

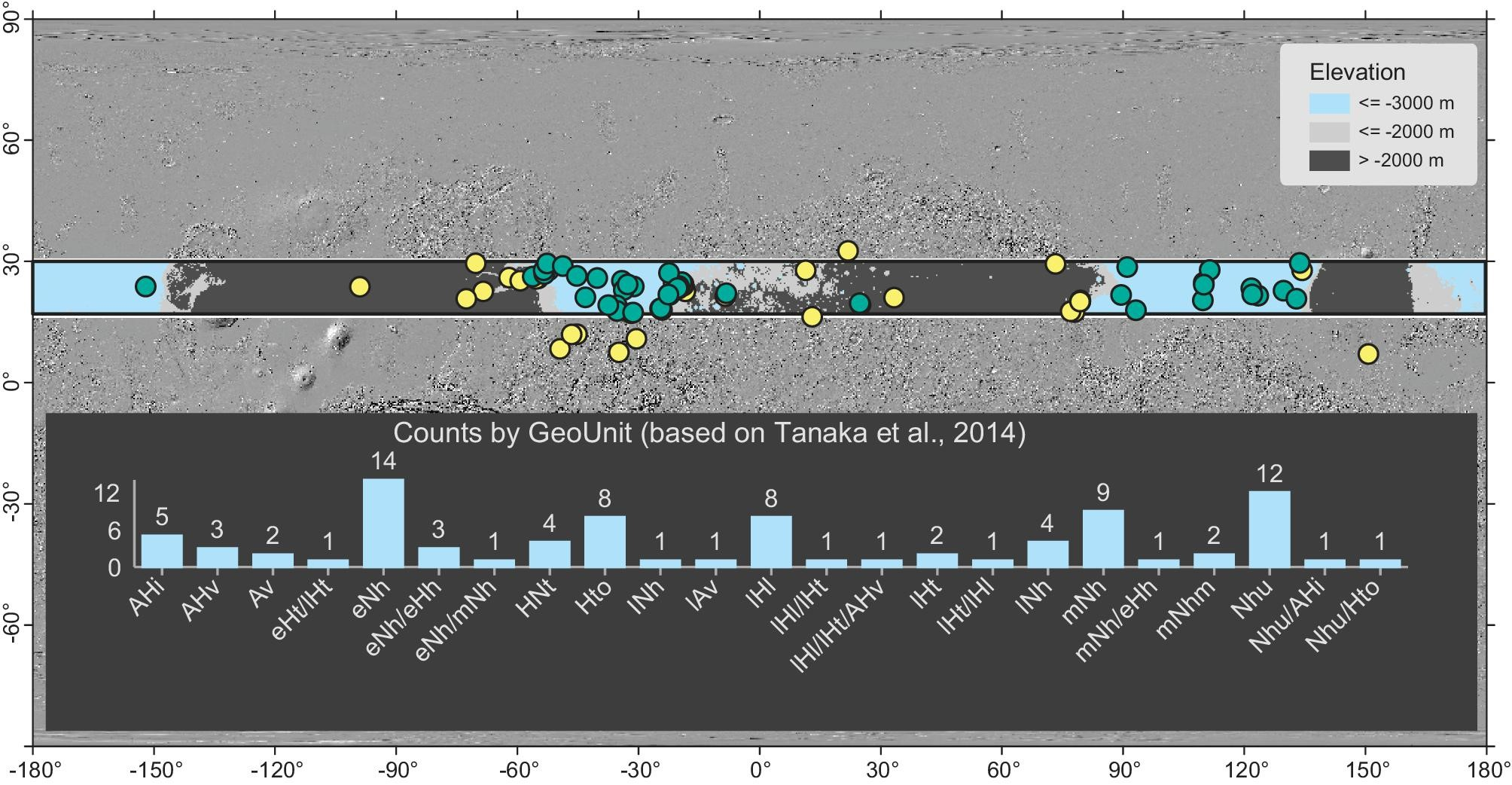
天问三号任务的初步着陆点。（2024年11月）

2025年3月11日，国家航天局发布《天问三号火星取样返回任务国际合作机遇公告》，并再次确认发射日期为2028年前后。此外，先前着上组合体中负责将着陆器和上升器转移至火星的组件由隶属于着陆器的巡航级改为独立的服务器，增加了科学载荷，成为火星环绕卫星。
2025年4月24日，在中國航天日活动上，天问三号任务总设计师刘继忠介绍了天问三号的两次发射将间隔24天进行，使用飞行器辅助采样等内容。
2025年5月20日，国家航天局征集天问三号任务国内有效载荷研制意向。
2025年6月19日，一篇论文讨论了天问三号任务，提出使用表土铲取、深层钻探及无人机辅助三种方式采样，目标样本质量不小于500克，并将严格遵守空间研究委员会（COSPAR）的行星保护政策，保护火星环境不受地球生物污染，防止火星样品遭受地球物质污染影响科学结论，同时保障地球环境安全。

## 探测器组件
天问三号探测器由轨返组合体航天器（轨道器、返回器）和着上组合体航天器（服务器、着陆器、上升器）组成。

### 轨道器
轨道器负责将返回器运送至环火轨道，开展科学探测，并在取得样本后将其返回至地球。轨道器在到达火星后，将采用高度350km，倾角30°的圆形环火轨道，姿态对日定向。轨道器设计寿命不小于3年。轨道器配置2台国内科学载荷。

### 返回器
返回器负责装载样本，将样本带回地球表面。

### 服务器
服务器负责将着陆器和上升器运送至环火轨道，并开展科学探测。服务器的环火轨道为400×76000km、54°倾角的环火大椭圆轨道，留轨探测约2年，设计寿命不小于5年。服务器配置2台国内科学载荷。

### 着陆器
着陆器负责将上升器等组件由环火轨道运送至火星表面。着陆器配置2台国内科学载荷。

### 上升器
上升器负责将样本由火星表面运送至近火轨道。上升器为使用固体燃料和液体燃料的两级火箭。

## 科学载荷
天问三号任务科学目标是：探寻火星潜在的生命痕迹，探研火星地质和内部结构特征，探查火星大气循环与逃逸过程，取得类地行星宜居性演化研究的重大发现。

### 国内载荷
天问三号任务拟配置6台国内科学载荷：
轨道器
- 中红外超精细成像光谱仪
- 火星全球多色相机

服务器
- 沉降高能中性原子（英语：Energetic neutral atom）（ENA）极光探测仪
- 高精度矢量磁强计

着陆器
- 超宽带探测雷达
- 拉曼—荧光光谱仪

### 国际载荷
2025年3月11日，国家航天局发布《天问三号火星取样返回任务国际合作机遇公告》，宣布向国际同行开放天问三号探测器20千克质量资源，包括不超过15千克的轨道器资源和不超过5千克的服务器资源。

## 任务流程
天问三号任务流程包括发射、地火转移、火星捕获、大气制动、火星停泊、离轨着陆、火面工作、火面上升、交会捕获、环火等待、火地转移、再入回收、持续探测等13个阶段。

### 发射
天问三号轨返组合体计划于2028年11月使用长征五号运载火箭在中国文昌航天发射场发射，着上组合体计划于24天后于2028年12月使用长征五号在中国文昌航天发射场发射。

### 地火转移
轨返组合体由轨道器负责提供动力，着上组合体由服务器提供动力，各自进行地火转移。

### 火面工作
火面工作的主要内容是完成采样、封装与转移。采样将包括表面采样、深度采样和飞行器辅助采样3种形式，其中深度采样目标深度为2米，飞行器辅助采样目标距离为至少100米。

### 交会捕获
交会捕获的主要内容是将样本由上升器转移至返回器。上升器与轨返组合体交会后，将不会对接，而是由后者进行捕获。样本转移将采用快速交会+再次捕获的主备份方案，整个流程将由探测器全自主完成。